# Phạm Thị Loan
Phạm Thị Loan (sinh 1962) là đại biểu Quốc hội Việt Nam khóa 12, thuộc đoàn đại biểu Hà Nội.